# Pedro Martins (football)
Pour les articles homonymes, voir Pedro Martins et Martins.
Pedro Rui da Mota Vieira Martins, né le 17 juillet 1970 à Santa Maria da Feira, est un footballeur portugais, reconverti entraîneur. Il est l’actuel entraîneur d’Al-Gharafa au Qatar.

## Carrière

### Joueur
Pedro Martins évolue principalement en faveur du CD Feirense, du Sporting CP, et du FC Alverca. Il dispute un total de 197 matchs en première division portugaise, inscrivant neuf buts.
Il joue également six matchs en Ligue des champions, quatre en Coupe des coupes, et trois en Coupe de l'UEFA.
Il reçoit une sélection en équipe du Portugal, le 29 mars 1997, contre l'Irlande du Nord (0-0 à Belfast). Ce match rentre dans le cadre des éliminatoires du mondial 1998.

### Entraîneur
Il dirige l'équipe du CS Marítimo pendant quatre saisons.

## Palmarès

### Entraîneur
Rio Ave FC
- Supercoupe du Portugal :
  - Finaliste en 2014 ;

 Vitória Guimarães
- Coupe du Portugal :
  - Finaliste en 2017.
- Supercoupe du Portugal :
  - Finaliste en 2017.

 Olympiakos
- Championnat de Grèce (3):
  - Champion en 2020, 2021 et 2022.
  - Vice-champion en 2019.
- Coupe de Grèce (1)
  - Vainqueur en 2020.
  - Finaliste en 2021.